# 天主教馬科庫宗座代牧區
天主教馬科庫宗座監牧區（拉丁語：Praefectura Apostolica Makokouensis）是加蓬一個羅馬天主教教區，直屬聖座。
教區成立於2003年3月7日，2014年7月11日升格為代牧區。
代牧區範圍包括奧果韋-伊溫多省。2014年有教友26,000人（佔轄區總人口48.0%）、五個堂區、七名司鐸。現任宗座代牧為若瑟·克貝。